# Bagnacavallo

Bagnacavallo es una ciudad ubicada en la provincia de Ravenna, Emilia-Romagna, Italia. Se localiza en, aproximadamente, 44°25′0″N 11°59′0″E / 44.41667, 11.98333.
El pintor del Renacimiento Bartolommeo Ramenghi sería conocido también como Bagnacavallo ya que era oriundo de esta localidad.

## Demografía
| Gráfica de evolución demográfica de Bagnacavallo entre 1861 y 2001 |
|                                                                    |
| Fuente ISTAT - elaboración gráfica de Wikipedia                    |

## Puntos de interés
- Giardino dei Semplici, Bagnacavallo

- Datos: Q52957
- Multimedia: Bagnacavallo / Q52957

1. ↑  Worldpostalcodes.org, código postal n.º 48012.
2. ↑  «Codici Catastali». Comuni-italiani.it (en italiano). Consultado el 29 de abril de 2017.